# Gabriel Moore
Gabriel Moore (Stokes County, 1785 – Caddo, 9 juni 1845) was een Amerikaans politicus. Hij werd in 1829 benoemd tot de 5de gouverneur van Alabama.
- Gemeinsame Normdatei: 1175407607
- International Standard Name Identifier: 0000 0000 5112 8996
- Library of Congress Control Number: nr92039357
- SNAC: w6t1686w
- Biographical Directory of the United States Congress: M000898
- Virtual International Authority File: 29401030
- WorldCat: E39PBJp9ykQFtpMVKcBfmJc773